# 杨克煌
杨克煌（1908年—1978年），台湾彰化人，台湾共产党、中国共产党党员，台湾民主自治同盟创建人之一。

## 生平
楊克煌于1908年12月19日出生在台灣彰化。
1929年，杨克煌加入台湾共产党。1931年被捕。同年入狱之前，谢雪红和杨克煌恋爱，私下有过婚约。但他们二人在1931年日本政府的肃共大逮捕中双双入狱。
1936年，杨克煌出狱。出狱后，杨克煌和黄绣雀结婚，育有3个孩子。
谢雪红出狱后，杨克煌仍与谢雪红在一起，虽未结婚，但共同开店，形同夫妻。1945年春，谢雪红和杨克煌在台中头汴坑乡下依靠种龙眼、香蕉维持生计，并躲避美軍的大轰炸。此时杨克煌还把妻子黄绣雀和3个孩子接来一起住。1945年6月，简易保险局在头汴坑开设办事处，杨克煌应征担任职员，每月30元薪水。
1945年日本投降後，杨克煌参加组织台湾人民协会，并当选为中央委员。1946年，参加中国共产党。1947年，台湾發生二二八事件。同年，赴香港参与创建台湾民主自治同盟，并担任台湾民主自治同盟第一届总部理事会秘书长。
1949年，当选为中国新民主主义青年团中央委员。同年出席中国人民政治协商会议第一届全体会议。中华人民共和国成立后，担任台湾民主自治同盟总部理事兼秘书长。1952年8月，台盟总部决定对总部机关及华北、华南总支部领导班子进行调整，免去了杨克煌的总部秘书长职务，任命徐萌山繼任秘书长一職。
1978年8月29日，杨克煌逝世。

## 著作
- 杨克煌，回忆“二二八”起义，湖北人民出版社，1955年
- 杨克煌，台湾人民民族解放斗争小史，湖北人民出版社，1956年
- 谢雪红口述，杨克煌笔录，台魂泪（一）：我的半生记，台北：杨翠华发行出版，1997年
- 杨克煌遗稿，台魂泪（二）：我的回忆，台北：杨翠华發行出版，2005年